# City (film)
City – polski film fabularny z 2005 roku w reżyserii Macieja Odolińskiego.

## Obsada
- Krzysztof Stelmaszyk – senator Aleksander R.
- Agnieszka Glińska – Agnieszka, żona R.
- Katarzyna Łaniewska – gospodyni
- Henryk Gołębiewski – syn gospodyni
- Magdalena Czerwińska – 2 role: prostytutka, dziennikarka Iwona Nowak; w II roli tylko głos
- Marta Tchórzewska – Anna W.
- Sandra Błaszczak – Lusia, córka Aleksndra R.
- Krzysztof Banaszyk – Witek, asystent Aleksandra R. (tylko głos)
- Katarzyna Sławińska – spikerka radiowa (tylko głos)
- Aurelia Sobczak – kobieta z Kapituły Orderu Uśmiechu (tylko głos)
- Jowita Miondlikowska – kobieta z Akcji Humanitarnej (tylko głos)